# Aumenta Que É Rock'n Roll
Aumenta Que é Rock'n Roll é um filme de comédia dramática produzido pela Luz Mágica. Conta com roteiro de L.G. Bayão e direção de Tomás Portella. O filme estreou em 25 de abril de 2024 nos cinemas. Estrelado por Johnny Massaro e Marina Provenzzano conta a história da primeira rádio de rock brasileira na década de 1980: a rádio Fluminense FM, também conhecida popularmente como "A Maldita".

## Sinopse
Em meio ao caos de uma estação de rádio à beira do colapso, surge Luiz Antônio, um radialista desajeitado que se vê inesperadamente no comando. Com sua paixão pelo rock'n'roll como única bússola, ele e sua equipe excêntrica transformam a decadente Fluminense FM na lendária "A Maldita". Entre solos de guitarra e interferências de sinal, acompanhamos as épicas jornadas de Luiz, enquanto ele navega pelas ondas do rádio brasileiro.

## Elenco
- Johnny Massaro como Luiz Antonio Mello
- Marina Provenzzano como Alice
- George Sauma como Samuca (Samuel Wainer Filho)
- Flora Diegues como Jaque
- Bella Camero como Lilica
- Orã Figueiredo como Superintendente
- Sílvio Guindane como Herval
- João Vitor Silva como Fábio

## Exibição
Foi exibida na TV aberta, pela TV Globo, em formato de minissérie com o título Aumenta Que É Rock, em 4 capítulos entre 04 e 24 de setembro de 2024, com transmissão nas terças ás 23h50. A escolha se deve em comemoração aos 40 anos do Rock in Rio e para impulsionar o reality Estrela da Casa.

## Prêmios e Indicações
| Premiação                               | Data da Cerimônia    | Categoria               | Indicação                                                  | Resultado | Ref.  |
| --------------------------------------- | -------------------- | ----------------------- | ---------------------------------------------------------- | --------- | ----- |
| Grande Prêmio do Cinema Brasileiro 2024 | 28 de agosto de 2024 | Melhor Direção          | Tomás Portella                                             | Indicado  | [ 6 ] |
| Grande Prêmio do Cinema Brasileiro 2024 | 28 de agosto de 2024 | Melhor Ator             | Johnny Massaro                                             | Indicado  | [ 6 ] |
| Grande Prêmio do Cinema Brasileiro 2024 | 28 de agosto de 2024 | Melhor Ator Coadjuvante | George Sauma                                               | Indicado  | [ 6 ] |
| Grande Prêmio do Cinema Brasileiro 2024 | 28 de agosto de 2024 | Melhor Direção de Arte  | Cláudio Amaral Peixoto                                     | Indicado  | [ 6 ] |
| Grande Prêmio do Cinema Brasileiro 2024 | 28 de agosto de 2024 | Melhor Figurino         | Ana Avelar e Joana Ribas                                   | Indicado  | [ 6 ] |
| Grande Prêmio do Cinema Brasileiro 2024 | 28 de agosto de 2024 | Melhor Trilha Sonora    | Dado Villa-Lobos                                           | Venceu    | [ 6 ] |
| Grande Prêmio do Cinema Brasileiro 2024 | 28 de agosto de 2024 | Melhor Som              | Valéria Ferro, Renato Calaça, Simone Petrillo e Paulo Gama | Indicado  | [ 6 ] |
| Grande Prêmio do Cinema Brasileiro 2024 | 28 de agosto de 2024 | Melhor Montagem         | Marcelo Moraes                                             | Indicado  | [ 6 ] |
| Grande Prêmio do Cinema Brasileiro 2024 | 28 de agosto de 2024 | Melhor Efeito Visual    | Marcelo Siqueira, ABC                                      | indicado  | [ 6 ] |